# Tuchín
Tuchín – miasto w Kolumbii, w departamencie Córdoba.